# РД-600
РД-600 — малоразмерный высокоэкономичный турбовальный двигатель, предназначенный для средних многоцелевых вертолётов.
Двигатель РД-600 был сконструирован в 1988 году на ОАО РКБМ (Рыбинские моторы). Главный конструктор А. С. Новиков. Имеет 2 варианта: РД-600В (вертолётный) и РД-600С (самолётный). На данный момент широкого применения не получил. Дорабатывается.
В 1992 году на базе РД-600 был создан ТВД-1500.

## Конструкция
РД-600В имеет осецентробежный компрессор (три осевых и одна центробежная ступени) с регулируемыми направляющими аппаратами, противоточную кольцевую камеру сгорания, охлаждаемую двухступенчатую турбину компрессора, двухступенчатую неохлаждаемую силовую турбину с выводом вала вперёд, несоосный двухступенчатый редуктор. Двигатель оснащён электронной цифровой двухканальной с полной ответственностью системой автоматического управления с резервным гидромеханическим каналом, комплексно решающей вопросы управления, контроля и диагностирования силовой установки вертолёта.
Впервые в отечественном двигателе применены: встроенное в двигатель пылезащитное устройство инерционного типа, сегментная с высокоэффективным охлаждением конструкция жаровой трубы и газосборника, охлаждаемая с полувихревой матрицей рабочая лопатка турбины высотой менее 200 мм, в четырёхступенчатом компрессоре получена степень сжатия Пк = 14,4.

## Технические характеристики
- Двигатель РД-600В
- Мощность на чрезвычайном режиме, л. с. 1 550
- Мощность на взлётном режиме, л. с. 1 300
- Удельный расход топлива на взлётном режиме, кг/(л. с.∙час) 0.215
- Удельный расход топлива на крейсерском режиме, кг/(л. с.∙час) 0.235
- Частота вращения выходного вала, об/мин 6 000
- Габариты (со смесителем) (L x D), м 1.598 x 0.750

- — (H=0 м; M=0; MCA)

## Источник
- НПО Сатурн
- Отечественные авиационные двигатели — XX век (книга)